# Віолетт (футбольний клуб)
Футбольний клуб «Віолетт» (фр. Violette Athletic Club) — професійний гаїтянський футбольний клуб із міста Порт-о-Пренса. Клуб був заснований у 1918 році, та проводить домашні матчі на стадіоні «Стад Сильвіо Катор» місткістю 20 тисяч глядачів. Клуб грає в Лізі Гаїті, найвищому дивізіоні гаїтянського футболу. «Віолетт» є одним із найтитулованіших клубів Гаїті і Карибського басейну загалом, 7 разів клуб вигравав чемпіонат країни, а в 1984 році став переможцем Кубка чемпіонів КОНКАКАФ, та в 2022 році став переможцем клубного чемпіонату Карибів.

## Титули і досягнення
- Переможець Ліги чемпіонів КОНКАКАФ (1): 1984
- Чемпіон Гаїті (7): 1939, 1957, 1968, 1983, 1994—1995, 1999, Увертюр 2020
- Переможець чемпіонату Карибського футбольного союзу (1): 2022